# Vũ Văn Huyện
Vũ Văn Huyện (* 8. August 1983) ist ein ehemaliger vietnamesischer Leichtathlet, der sich auf den Zehnkampf spezialisiert hat und Inhaber des Landesrekordes in dieser Disziplin ist.

## Karriere
Erste internationale Erfahrungen sammelte Vũ Văn Huyện im Jahr 2005, als er seinen Wettkampf bei den Asienmeisterschaften in Incheon nicht beenden konnte. Anschließend startete er bei den Südostasienspielen in Manila und siegte dort mit 7139 Punkten. Im Jahr darauf nahm er erstmals an den Asienspielen in Doha teil, musste dort aber vorzeitig aufgeben. 2007 verteidigte er bei den Südostasienspielen in Nakhon Ratchasima mit 7457 Punkten seinen Titel und 2009 sicherte er sich bei den Hallenasienspielen in Hanoi mit 5622 Punkten die Bronzemedaille im Siebenkampf hinter dem Saudi-Araber Mohammed Jasem al-Qaree und Dmitri Karpow aus Kasachstan, ehe er bei den Südostasienspielen in Vientiane mit 7558 Punkten erneut die Goldmedaille gewann. Im Jahr darauf konnte er seinen Wettkampf bei den Hallenasienmeisterschaften in Teheran nicht beenden und nahm dann im November erneut an den Asienspielen in Guangzhou teil und sicherte sich dort mit 7755 Punkten die Bronzemedaille hinter Dmitri Karpow aus Kasachstan und dem Südkoreaner Kim Kun-woo und stellte mit dieser Marke einen neuen vietnamesischen Landesrekord auf. 2011 musste er bei den Asienmeisterschaften in Kōbe vorzeitig aufgeben und siegte anschließend mit 7223 Punkten zum vierten Mal in Folge bei den Südostasienspielen in Palembang. 2013 gelangte er bei den Südostasienspielen in Naypyidaw mit übersprungenen 4,80 m auf den fünften Platz im Stabhochsprung und beendete daraufhin seine aktive sportliche Karriere im Alter von 30 Jahren.
In den Jahren 2004, 2005 und 2009 wurde Vũ Văn Huyện vietnamesischer Meister im Zehnkampf und 2009 siegte er auch im Weitsprung. Zudem siegte er 2009, 2012 und 2013 im Stabhochsprung.

## Persönliche Bestleistungen
- Stabhochsprung: 4,90 m, 24. September 2013 in der Ho-Chi-Minh-Stadt
- Weitsprung: 7,43 m, 11. Juli 2009 in der Ho-Chi-Minh-Stadt
- Zehnkampf: 7755 Punkte: 25. November 2010 in Guangzhou
  - Siebenkampf (Halle): 5622 Punkte, 2. November 2009 in Hanoi